# Brian Flores
Brian Flores (New York, 24 febbraio 1981) è un allenatore di football americano statunitense che svolge il ruolo di coordinatore difensivo per i Minnesota Vikings della National Football League (NFL).

## Carriera

### New England Patriots
Nel 2004, Flores si unì ai New England Patriots come assistente osservatore. Divenne osservatore a tutti gli effetti nel 2006 prima di unirsi allo staff degli allenatori come assistente degli special team nel 2008. Nel 2011 fu nominato assistente della difesa. Nel 2012 allenatore delle safety. Nel 2016 fu allenatore dei linebacker. Nel 2018 assunse il compito di chiamare le giocate difensive dopo l'addio di Matt Patricia ma non gli fu dato il titolo di coordinatore difensivo. Nei suoi anni con la franchigia, vinse 4 Super Bowl e 7 titoli di conference.

### Miami Dolphins
Il 4 febbraio 2019, Flores fu assunto come capo-allenatore dei Miami Dolphins. Nella sua prima stagione terminò con un record di 5-11 all'ultimo posto della AFC East division.

## Record come capo-allenatore
| Squadra | Anno   | Stagione regolare | Stagione regolare | Stagione regolare | Stagione regolare | Playoff | Playoff | Playoff   |
| Squadra | Anno   | Vinte             | Perse             | Pareggiate        | Posizione         | Vinte   | Perse   | Risultato |
| ------- | ------ | ----------------- | ----------------- | ----------------- | ----------------- | ------- | ------- | --------- |
| MIA     | 2019   | 5                 | 11                | 0                 | 4° AFC East       | -       | -       | -         |
| MIA     | 2020   | 10                | 6                 | 0                 | 2° AFC East       | -       | -       | -         |
| MIA     | 2021   | 9                 | 8                 | 0                 | 3° AFC East       | -       | -       | -         |
| Totale  | Totale | 24                | 25                | 0                 |                   | -       | -       |           |

## Palmarès

### Come assistente allenatore
- Super Bowl : 4

New England Patriots: XXXIX, XLIX, LI, LIII